# Alessandro Marçal Neves
Alessandro Marçal das Neves, ou apenas Marçal (Vitória, 28 de julho de 1974) é um ex-futebolista brasileiro, que atuava como zagueiro.

## Carreira
Revelado no Flamengo, o zagueiro Marçal teve uma passagem discreta pelo Vasco da Gama, mas conquistou um dos títulos mais importante de sua carreira: o Campeonato Brasileiro de 1997. Ainda que não tenha entrado em campo em nenhuma partida do torneio, pois atuou pelo clube apenas na Super Copa da Libertadores, com o Expressinho, o jogador fez parte daquele elenco que formou a base que fez história no final da década de 90.
O defensor chegou à Colina após realizar um bom Campeonato Carioca com a camisa do Madureira, e veio do Tricolor Suburbano com ele para o time vascaíno o lateral-direito Cafezinho, volante Nasa, meia Acássio e atacante Wagner, também chegaram do tradicional clube do subúrbio carioca. Mas com as chegadas de Mauro Galvão e de Odvan, uma surpresa até então, foi difícil para o jovem atleta conseguir suas oportunidades.
Retornou ao Madureira em 1998 e por lá ficou mais uma temporada, até se transferir para o futebol português, onde fez praticamente toda a sua carreira. União Leiria, Boavista, Vitória de Setubal e Abrantes foram alguns dos clubes pelo qual o zagueiro passou em Portugal. Defendeu também o Monsanto, da II Divisão B portuguesa, clube que, por coincidência, é presidido por Vasco Aparicio.